# Coupe de l'AFC 2004
Navigation
Édition suivante
La Coupe de l'AFC 2004 est la toute première édition de la Coupe de l'AFC, la nouvelle compétition mise en place par l'AFC pour les meilleures équipes des pays classés comme en développement par la confédération asiatique. Prévue initialement pour compter 28 équipes (deux formations par pays), l'organisation doit faire face aux forfaits des équipes de Corée du Nord, de Birmanie et de Jordanie et décide par la suite de n'attribuer qu'une seule place aux équipes de Hong-Kong et d'Oman, afin de faire passer le nombre de clubs engagés de 28 à 20.  
La finale de cette première coupe de l'AFC oppose les deux clubs de Syrie, qui sont tous les deux basés à Damas. Al Jaish s'impose face à Al-Wahda et devient la première équipe à inscrire son nom au palmarès de l'épreuve.

## Participants
- Al Jaish Damas - Champion de Syrie 2002-2003
- Al Wahda Damas - Vainqueur de la Coupe de Syrie 2003
- Olympic Beyrouth - Champion du Liban 2002-2003
- Nejmeh SC - Finaliste de la Coupe du Liban 2002-2003
- Dhofar Club - Vice-champion d'Oman 2002-2003
- Al Wehda Club Sanaa - Champion du Yémen 2002
- Al-Sha'ab Ibb - Champion du Yémen 2002-2003
- Happy Valley AA - Champion de Hong Kong 2002-2003
- Muktijoddha Sangsad KC - Champion du Bangladesh 2002-2003
- Mohammedan Dacca SC - Finaliste de la Coupe du Bangladesh 2003
- Kingfisher East Bengal - Champion d'Inde 2002-2003
- Mahindra United - Vainqueur de la Coupe d'Inde 2003
- Nisa Achgabat - Champion du Turkménistan 2003
- Nebitçi Balkanabat - Vainqueur de la Coupe du Turkménistan 2003
- Club Valencia - Vainqueur de la Dhivehi League 2003
- Island FC - Vainqueur de la Coupe des Maldives 2003
- Perak FA - Champion de Malaisie 2003
- Negeri Sembilan FA - Vainqueur de la Coupe de Malaisie 2003
- Home United FC - Champion de Singapour 2003
- Geylang United - Finaliste de la Coupe de Singapour 2003

## Compétition

### Phase de groupes
Toutes les équipes participantes sont réparties dans cinq groupes de 4 équipes. 
Les équipes terminant à la première place se qualifient pour les quarts de finale ainsi que les trois meilleurs deuxièmes. Chaque groupe se déroule sur la base de matchs aller-retour. Les rencontres ont lieu entre le 10 février et le 19 mai 2004.

#### Groupe A
| Rang | Équipe                 | Pts | J | G | N | P | Bp | Bc | Diff |  | Résultats (▼ dom., ► ext.) |     |     |     |     |
| ---- | ---------------------- | --- | - | - | - | - | -- | -- | ---- |  | -------------------------- | --- | --- | --- | --- |
| 1    | Nejmeh SC              | 16  | 6 | 5 | 1 | 0 | 11 | 2  | +9   |  | Nejmeh SC                  |     | 3-1 | 3-0 | 2-0 |
| 2    | Nisa Achgabat          | 7   | 5 | 2 | 1 | 2 | 3  | 4  | -1   |  | Nisa Achgabat              | 0-1 |     |     | 2-0 |
| 3    | Al-Sha'ab Ibb          | 7   | 5 | 2 | 1 | 2 | 7  | 7  | 0    |  | Al-Sha'ab Ibb              | 1-1 | 0-1 |     | 3-0 |
| 4    | Muktijoddha Sangsad KC | 1   | 6 | 0 | 1 | 5 | 2  | 10 | -8   |  | Muktijoddha Sangsad KC     | 0-1 | 0-0 | 2-3 |     |

- Le club d'Al-Sha'ab Ibb déclare forfait pour son dernier match face à Nisa Achgabat.

#### Groupe B
| Rang | Équipe                    | Pts | J | G | N | P | Bp | Bc | Diff |  | Résultats (▼ dom., ► ext.) |     |     |     |
| ---- | ------------------------- | --- | - | - | - | - | -- | -- | ---- |  | -------------------------- | --- | --- | --- |
| 1    | Al Wahda Damas            | 8   | 4 | 2 | 2 | 0 | 8  | 2  | +6   |  | Al Wahda Damas             |     | 2-0 | 5-1 |
| 2    | Dhofar Club               | 4   | 4 | 1 | 1 | 2 | 6  | 7  | -1   |  | Dhofar Club                | 1-1 |     | 4-2 |
| 3    | Mahindra United           | 4   | 4 | 1 | 1 | 2 | 5  | 10 | -5   |  | Mahindra United            | 0-0 | 2-1 |     |
| 4    | Al Wehda Club Sanaa exclu |     |   |   |   |   |    |    |      |  |                            |     |     |     |

- Al Wehda Club Sanaa doit déclarer forfait, car le club ne peut supporter les coûts de déplacements liés à son premier match face  à Al Wahda Damas. L'AFC exclut le club de toute compétition continentale pendant une saison.

#### Groupe C
| Rang | Équipe                | Pts | J | G | N | P | Bp | Bc | Diff |  | Résultats (▼ dom., ► ext.) |     |     |     |
| ---- | --------------------- | --- | - | - | - | - | -- | -- | ---- |  | -------------------------- | --- | --- | --- |
| 1    | Al Jaish Damas        | 8   | 4 | 2 | 2 | 0 | 8  | 0  | +8   |  | Al Jaish Damas             |     | 2-0 | 6-0 |
| 2    | Olympic Beyrouth      | 7   | 4 | 2 | 1 | 1 | 4  | 3  | +1   |  | Olympic Beyrouth           | 0-0 |     | 2-0 |
| 3    | Nebitçi Balkanabat    | 1   | 4 | 0 | 1 | 3 | 1  | 10 | -9   |  | Nebitçi Balkanabat         | 0-0 | 1-2 |     |
| 4    | Mohammedan SC forfait |     |   |   |   |   |    |    |      |  |                            |     |     |     |

#### Groupe D
| Rang | Équipe          | Pts | J | G | N | P | Bp | Bc | Diff |  | Résultats (▼ dom., ► ext.) |     |     |     |     |
| ---- | --------------- | --- | - | - | - | - | -- | -- | ---- |  | -------------------------- | --- | --- | --- | --- |
| 1    | Home United FC  | 14  | 6 | 4 | 2 | 0 | 19 | 5  | +14  |  | Home United FC             |     | 2-2 | 5-1 | 5-0 |
| 2    | Perak FA        | 14  | 6 | 4 | 2 | 0 | 11 | 6  | +5   |  | Perak FA                   | 2-2 |     | 2-1 | 2-0 |
| 3    | Happy Valley AA | 3   | 6 | 1 | 0 | 5 | 7  | 14 | -7   |  | Happy Valley AA            | 0-2 | 1-2 |     | 3-1 |
| 4    | Club Valencia   | 3   | 6 | 1 | 0 | 5 | 3  | 15 | -12  |  | Club Valencia              | 0-3 | 0-1 | 2-1 |     |

#### Groupe E
| Rang | Équipe             | Pts | J | G | N | P | Bp | Bc | Diff |  | Résultats (▼ dom., ► ext.) |     |     |     |     |
| ---- | ------------------ | --- | - | - | - | - | -- | -- | ---- |  | -------------------------- | --- | --- | --- | --- |
| 1    | East Bengal Club   | 13  | 6 | 4 | 1 | 1 | 14 | 8  | +6   |  | East Bengal Club           |     | 1-1 | 4-2 | 3-0 |
| 2    | Geylang United     | 13  | 6 | 4 | 1 | 1 | 12 | 5  | +7   |  | Geylang United             | 2-3 |     | 2-1 | 1-0 |
| 3    | Negeri Sembilan FA | 6   | 6 | 2 | 0 | 4 | 11 | 9  | +2   |  | Negeri Sembilan FA         | 2-1 | 0-1 |     | 6-0 |
| 4    | Island FC          | 3   | 6 | 1 | 0 | 5 | 2  | 17 | -15  |  | Island FC                  | 1-2 | 0-5 | 1-0 |     |

#### Classement des meilleurs deuxièmes
Un classement est établi entre les deuxièmes de tous les groupes, et ce, même si toutes les équipes n'ont pas disputé le même nombre de rencontres. Seuls les trois meilleurs se qualifient pour les quarts de finale.
| Rang | Équipe           | Pts | J | G | N | P | Bp | Bc | Diff |
| ---- | ---------------- | --- | - | - | - | - | -- | -- | ---- |
| 1    | Perak FA         | 14  | 6 | 4 | 2 | 0 | 12 | 6  | +6   |
| 2    | Geylang United   | 13  | 6 | 4 | 1 | 1 | 12 | 5  | +7   |
| 3    | Olympic Beyrouth | 7   | 4 | 2 | 1 | 1 | 4  | 3  | +1   |
| 4    | Nisa Achgabat    | 7   | 5 | 2 | 1 | 2 | 3  | 4  | -1   |
| 5    | Dhofar Club      | 4   | 4 | 1 | 1 | 2 | 6  | 7  | -1   |

### Phase finale à élimination directe
|  | Quarts de finale        | Quarts de finale        | Quarts de finale        | Quarts de finale        |                |                | Demi-finales          | Demi-finales          | Demi-finales          | Demi-finales          |  |  | Finale                 | Finale                 | Finale                 | Finale                 |
|  |                         |                         |                         |                         |                |                |                       |                       |                       |                       |  |  |                        |                        |                        |                        |
|  | 14 et 21 septembre 2004 | 14 et 21 septembre 2004 | 14 et 21 septembre 2004 | 14 et 21 septembre 2004 |                |                | 19 et 26 octobre 2004 | 19 et 26 octobre 2004 | 19 et 26 octobre 2004 | 19 et 26 octobre 2004 |  |  | 19 et 26 novembre 2004 | 19 et 26 novembre 2004 | 19 et 26 novembre 2004 | 19 et 26 novembre 2004 |
|  | 14 et 21 septembre 2004 | 14 et 21 septembre 2004 | 14 et 21 septembre 2004 | 14 et 21 septembre 2004 |                |                | 19 et 26 octobre 2004 | 19 et 26 octobre 2004 | 19 et 26 octobre 2004 | 19 et 26 octobre 2004 |  |  | 19 et 26 novembre 2004 | 19 et 26 novembre 2004 | 19 et 26 novembre 2004 | 19 et 26 novembre 2004 |
|  | Al Wahda Damas          | Al Wahda Damas          | 2                       | 2                       |                |                | 19 et 26 octobre 2004 | 19 et 26 octobre 2004 | 19 et 26 octobre 2004 | 19 et 26 octobre 2004 |  |  | 19 et 26 novembre 2004 | 19 et 26 novembre 2004 | 19 et 26 novembre 2004 | 19 et 26 novembre 2004 |
|  | Al Wahda Damas          | Al Wahda Damas          | 2                       | 2                       |                |                | 19 et 26 octobre 2004 | 19 et 26 octobre 2004 | 19 et 26 octobre 2004 | 19 et 26 octobre 2004 |  |  | 19 et 26 novembre 2004 | 19 et 26 novembre 2004 | 19 et 26 novembre 2004 | 19 et 26 novembre 2004 |
|  | Nejmeh SC               | Nejmeh SC               | 1                       | 3                       |                |                | 19 et 26 octobre 2004 | 19 et 26 octobre 2004 | 19 et 26 octobre 2004 | 19 et 26 octobre 2004 |  |  | 19 et 26 novembre 2004 | 19 et 26 novembre 2004 | 19 et 26 novembre 2004 | 19 et 26 novembre 2004 |
|  | Nejmeh SC               | Nejmeh SC               | 1                       | 3                       | Al Wahda Damas | Al Wahda Damas | 1                     | 1                     |                       |                       |  |  | 19 et 26 novembre 2004 | 19 et 26 novembre 2004 | 19 et 26 novembre 2004 | 19 et 26 novembre 2004 |
|  | 14 et 21 septembre 2004 |                         |                         |                         | Al Wahda Damas | Al Wahda Damas | 1                     | 1                     |                       |                       |  |  | 19 et 26 novembre 2004 | 19 et 26 novembre 2004 | 19 et 26 novembre 2004 | 19 et 26 novembre 2004 |
|  |                         |                         | Geylang United          | Geylang United          | 1              | 0              |                       |                       |                       |                       |  |  | 19 et 26 novembre 2004 | 19 et 26 novembre 2004 | 19 et 26 novembre 2004 | 19 et 26 novembre 2004 |
|  | Perak FA                | Perak FA                | Geylang United          | Geylang United          | 1              | 0              | 1                     | 2                     |                       |                       |  |  | 19 et 26 novembre 2004 | 19 et 26 novembre 2004 | 19 et 26 novembre 2004 | 19 et 26 novembre 2004 |
|  | Perak FA                | Perak FA                | 20 et 27 octobre 2004   |                         |                |                | 1                     | 2                     |                       |                       |  |  | 19 et 26 novembre 2004 | 19 et 26 novembre 2004 | 19 et 26 novembre 2004 | 19 et 26 novembre 2004 |
|  | Geylang United          | Geylang United          | 2                       | 3                       |                |                |                       |                       |                       |                       |  |  | 19 et 26 novembre 2004 | 19 et 26 novembre 2004 | 19 et 26 novembre 2004 | 19 et 26 novembre 2004 |
|  | Geylang United          | Geylang United          | 2                       | 3                       | Al Wahda Damas | Al Wahda Damas | 2                     | 1                     |                       |                       |  |  |                        |                        |                        |                        |
|  | 15 et 22 septembre 2004 |                         |                         |                         | Al Wahda Damas | Al Wahda Damas | 2                     | 1                     |                       |                       |  |  |                        |                        |                        |                        |
|  |                         |                         | Al Jaish Damas          | Al Jaish Damas          | 3              | 0              |                       |                       |                       |                       |  |  |                        |                        |                        |                        |
|  | East Bengal Club        | East Bengal Club        | Al Jaish Damas          | Al Jaish Damas          | 3              | 0              | 0                     | 0                     |                       |                       |  |  |                        |                        |                        |                        |
|  | East Bengal Club        | East Bengal Club        |                         |                         |                |                |                       |                       |                       |                       |  |  |                        |                        |                        |                        |
|  | Al Jaish Damas          | Al Jaish Damas          | 0                       | 3                       |                |                |                       |                       |                       |                       |  |  |                        |                        |                        |                        |
|  | Al Jaish Damas          | Al Jaish Damas          | 0                       | 3                       | Al Jaish Damas | Al Jaish Damas | 4                     | 2                     |                       |                       |  |  |                        |                        |                        |                        |
|  | 15 et 22 septembre 2004 |                         |                         |                         | Al Jaish Damas | Al Jaish Damas | 4                     | 2                     |                       |                       |  |  |                        |                        |                        |                        |
|  |                         |                         | Home United FC          | Home United FC          | 0              | 1              |                       |                       |                       |                       |  |  |                        |                        |                        |                        |
|  | Olympic Beyrouth        | Olympic Beyrouth        | Home United FC          | Home United FC          | 0              | 1              | 3                     | 1                     |                       |                       |  |  |                        |                        |                        |                        |
|  | Olympic Beyrouth        | Olympic Beyrouth        |                         |                         |                |                |                       | 1                     |                       |                       |  |  |                        |                        |                        |                        |
|  | Home United FC          | Home United FC          | 3                       | 2                       |                |                |                       |                       |                       |                       |  |  |                        |                        |                        |                        |
|  | Home United FC          | Home United FC          | 3                       | 2                       |                |                |                       |                       |                       |                       |  |  |                        |                        |                        |                        |
|  |                         |                         |                         |                         |                |                |                       |                       |                       |                       |  |  |                        |                        |                        |                        |

### Finales
| 19 novembre 2004 | Al Wahda Damas                     | 2 - 3 | Al Jaish Damas                                                | Stade des Abbassides, Damas |  |
|                  | Darar Radawi 49e · Omar Akil 90+2e |       | Ziad Shaabou 3e · Firas Ismail 32e · Amer Al-Abtah 55e (pen.) |                             |  |

| 26 novembre 2004 | Al Jaish Damas | 0 - 1 | Al Wahda Damas      | Stade des Abbassides, Damas |
|                  |                |       | Nabil Al-Shahma 72e |                             |